# الحارس بسبوس
الحارس بسبوس أو العدو قراصنة ~وليمة القطط~ (باليابانية: 敵は海賊 ~猫たちの饗宴~) مسلسل أنمي خيال علمي أكشن كوميدي ياباني. مقتبس من رواية للكاتب تشوهي كامباياشي.
ومن إنتاج استديوهات مادهاوس وأي جي للإنتاج وواتانابي الترويجية عام 1989 ويتكون المسلسل من 6 حلقات فقط وتم دبلجة المسلسل للعربية بواسطة استديوهات النجم الساطع في لبنان.

## وصلات خارجية
- الحارس بسبوس على موقع ANN anime (الإنجليزية)